# Hermann Proske
Hermann Proske (* 15. Oktober 1928 in Meppen; † 15. Juni 2007 ebenda) war ein deutscher Politiker (SPD) und Mitglied des Niedersächsischen Landtages.

## Leben
Nach dem Besuch der Meppener Volksschule absolvierte Hermann Proske eine Ausbildung als Elektroinstallateur. Nach der Gesellenprüfung legte er im Jahr 1961 die Meisterprüfung ab. Danach arbeitete er bei den Rheinisch-Westfälischen Elektrizitätswerken, später in der Osnabrücker Betriebsverwaltung Nike, und schließlich arbeitete er als Beratungs- und Prüfmeister in der Betriebsgruppe Meppen.
Er war verheiratet und hatte drei Kinder. Seine Tochter ist die Politikerin Andrea Kötter. 

## Politik
Hermann Proske trat im Oktober 1946 in die SPD ein; er wurde Aufsichtsratsmitglied von Co op Emsland und Mitglied des Rates der Stadt Meppen. In den Jahren 1964 bis 1977 wirkte er als Abgeordneter des Kreistages, und von 1972 bis 1977 übernahm er den Vorsitz des Kreistagsfraktion der SPD im Landkreis Meppen. Ab 1977 wirkte er als Abgeordneter des Kreistages im Landkreis Emsland und Vorsitzender des Kreistagsfraktion der SPD. Vom 21. Juni 1974 bis 20. Juni 1986 war er Mitglied des Niedersächsischen Landtages (8. bis 10. Wahlperiode).

## Ehrungen
Im Jahr 1999 erhielt er die Emsland-Medaille.

## Würdigungen
Ende März 2015 wurde die vorherige Wilhelm-Sagemüller-Straße in Meppen nach Proske benannt. Die vorhergehende Entscheidung des Stadtrates erfolgte einstimmig.